# PZL SW-4
PZL SW-4 Puszczyk ("Lesna sova") je lahki 5- sedežni enomotorni helikopter poljskega proizvajalca PZL-Świdnik. Razvoj se je začel v zgodnjih 1980ih. Originalnega SW4 naj bi poganjal 300kW (400 KM) turbogredni motor PZL Rzeszow GTD350, vendar so ga pozneje spremenili v Allison Model 250. Kasneje so tudi izboljšali aerodinamiko in repni del. SW-4 ima trikraki glavni rotor in dvokraki repni rotor.
Prvi let je bil 26. oktobra 1996.
Največja hitrost z Allisonovim motorjem je 232 km/h (125 vozlov), normalna potovalna je 200 km/h (108 vozlov). Servisna višina leta je 17820 ft (5430 m), čas leta je 5 ur 8 minut, dolet s standardnim gorivom je okrog 860 kilometrov.
Leta 2010 je italijanskobritanska AgustaWestland prevzela podjetje PZL-Świdnik.

## Tehnične specifikacije (SW-4)
Splošne karakteristike
- Posadka: 1 pilot
- Število sedežev: 4 potniki
- Dolžina: 10,57 m (34 ft 8 in)
- Premer rotorja: 9,00 m (29 ft 6 in)
- Višina: 3,05 m (10 ft 0 in)
- Površina rotorjev: 64 m² (684 ft²)
- Teža praznega letala: 1050 kg (2310 lb)
- Naložena teža: 1600 kg (3520 lb)
- Maks. vzletna teža: 1800 kg (3960 lb)
- Pogon letala: 1 ×  turbogredni motor Allison 250-C20R/2, 336 kW (457 KM)

 Zmogljivost 
- Maks. hitrost: 260 km/h (141 vozlov, 162 mph)
- Doseg: 790 km (427 nmi, 493 mi)
- Višina leta: 5200 m (17056 ft)
- Hitrost vzpenjanja: 618 m/min (2027 ft/min)
- Obremenitev rotorja: 3,4 kg/m² (0,7 lb/ft²)
- Razmerje moč/teža: 0,21 kW/kg (0,13 KM/lb)